# Megaloremmius leo
Megaloremmius leo là một loài nhện trong họ Sparassidae. Chúng thuộc chi đơn loài Megaloremmius, được Eugène Simon miêu tả năm 1903.